# Onychogomphus vadoni
Onychogomphus vadoni är en trollsländeart som beskrevs av Renaud Maurice Adrien Paulian 1961. Onychogomphus vadoni ingår i släktet Onychogomphus och familjen flodtrollsländor. Inga underarter finns listade i Catalogue of Life.